# 1687

## أحداث
- تأسيس مدينة بيساو وتقع حاليا في غينيا بيساو.

- السلطان سليمان الثاني يتولي حكم الدولة العثمانية

## مواليد
- يوهان بالتازار نويمان
- محمد بن سعود بن محمد آل مقرن مؤسس الدولة السعودية الأولى

## وفيات
- أحمد البياضي
- روبير دو لا سال
- جمال الدين الحسيني الدمشقي